# NGC 517
NGC 517 (również PGC 5214 lub UGC 960) – galaktyka soczewkowata (S0), znajdująca się w gwiazdozbiorze Ryb. Odkrył ją William Herschel 13 września 1784 roku.